# Narjamandap
Narjamandap – gaun wikas samiti w środkowej części Nepalu w strefie Bagmati w dystrykcie Nuwakot. Według nepalskiego spisu powszechnego z 2001 roku liczył on 963 gospodarstw domowych i 5411 mieszkańców (2670 kobiet i 2741 mężczyzn).